# Anolis cupeyalensis
Espèce
Synonymes
- Anolis cyanopleurus cupeyalensis Peters, 1970

Anolis cupeyalensis est une espèce de sauriens de la famille des Dactyloidae. 

## Répartition
Cette espèce est endémique de l'Est de Cuba.

## Étymologie
Son nom d'espèce, composé de cupeyal et du suffixe latin -ensis, « qui vit dans, qui habite », lui a été donné en référence au lieu de sa découverte, Cupeyal del Norte à Yateras.

## Publication originale
- Peters, 1970 : Zur Taxonomie und Zoogeographie der kubanischen anolinen Eidechsen (Reptilia, Iguanide). Mitteilungen aus dem Zoologischen Museum in Berlin, vol. 46, p. 197-234.